# Île Alpha
Pour les articles homonymes, voir Île Alpha (homonymie).
L'île Alpha (en anglais Alpha Island et en espagnol : Isla Huidobro) est une île de l'Antarctique faisant partie des îles Melchior, situées dans l'archipel Palmer, dans le nord de la terre de Graham. Elle se trouve entre l'île Delta et l'île Epsilon.
L'île, qui porte le nom de la première lettre de l'alphabet grec, est cartographiée en 1927 par des scientifiques britanniques des Discovery Investigations (en), et inspectée par des expéditions argentines en 1942, 1943 et 1948.
En Argentine, l'île est connue sous le nom d'Isla Huidobro, du nom du militaire argentin Pascual Ruiz Huidobro (1752–1813).
Située dans la péninsule Antarctique, une région revendiquée par le Chili, l'Argentine et le Royaume-Uni, elle tombe sous le traité sur l'Antarctique et aucune des revendications n'est actuellement reconnue.